# 黛朵號輕巡洋艦
黛朵號輕巡洋艦（英語：HMS Dido）是黛朵級輕巡洋艦首艦。黛朵號由英国卡梅爾·萊爾德伯肯黑德船厂建造，于1940年第二次世界大战期間開始服役，曾參與地中海和北极地区的战斗。战后，黛朵號曾出現在多個正式場合，然后于1957年拆解出售。

## 服役歷史
黛朵號輕巡洋艦的龍骨安置工程始於1937年10月26日，由英國卡梅爾·萊爾德公司在伯肯黑德的造船厂負責建造。她于1939年7月18日下水，接著在1940年9月30日於伯肯黑德啟用。黛朵號服役后，于1940年9月被派往斯卡帕湾進行整備。其中包括从費爾島快速航行至格陵蘭島。不久後的1940年11月，黛朵號接收到第一个任务，护送暴怒號号航空母舰运送到西非。 

### 地中海
接下來的4個月中，黛朵號在大西洋上進行护航任务，然后在運送物資到马耳他後，于1941年4月加入东地中海舰队（Eastern Mediterranean Fleet）。當年五月，黛朵號被派往克里特島协助英军撤離。5月14日時，黛朵號作為护航艦隊的一員，從索達灣駛往埃及，並从希腊运来了价值700万美元的金条。  1941年5月29日，黛朵號運送部隊從克里特岛前往亚历山大港時，遭遇轟炸而嚴重受損。
1941年6月8日，黛朵號的海军陆战队在厄立特里亚接受了阿萨布的投降。
1941年7月至11月，黛朵號被派往纽约市的布鲁克林海军船坞进行改装，并于1941年12月重新加入东地中海舰队。
1942年的前三个月，黛朵號往返於亚历山大和马耳他之间，負責护航工作，接著在同年3月，黛朵號参加对罗得岛的轰炸。一周后，黛朵號在菲利普·維安海軍少將的指挥下，與克麗奧佩脫拉號、潘妮洛碧號、卡萊爾號和歐律阿勒斯號等4艘輕巡洋艦出戰第二次蘇爾特戰役。

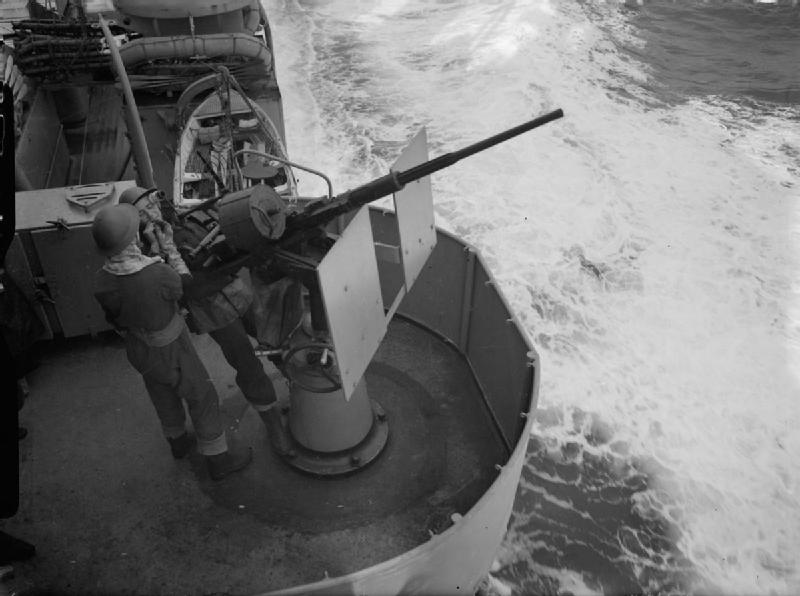
1942年1月，黛朵號號上的水手幫厄立孔20毫米機砲砲手點菸

1942年8月18日，黛朵號在艦長H·W·U·麥考爾（H. W. U. McCall）指揮下回到马萨瓦大修，修復被炸彈炸損的船尾。当时英國海軍在東地中海上，加上黛朵號的話僅有4艘軍艦，因此必須尽快修復黛朵號。然而马萨瓦唯一能運作的乾塢無法將黛朵號整個抬出水面，因此黛朵號僅有艉端部分被抬起，船艏則是留在水中。六天后黛朵號出塢，並停靠在姊妹舰歐律阿勒斯號、克麗奧佩脫拉號以及天狼星號輕巡洋艦旁。1942年剩下的時間裡，黛朵號都在北非支援英國作戰，后于1942年12月调到西地中海舰队（Western Mediterranean Fleet）。随后到1943年3月，黛朵號在邦納和阿爾及爾負責防空任務。
1943年4月，黛朵號回到利物浦进行为期3个月的改装，隨後重新加入西地中海分艦队（Western Mediterranean squadron）。7月，黛朵號砲轟西西里島北部以牽制敵軍，協助盟軍登陸西西里島。然后，黛朵號在巴勒莫和比塞大的盟軍前進基地提供防空火力。 1943年9月12日，黛朵號护送600名士兵前往義大利海軍投降地點塔兰托 。黛朵號从塔兰托前往索伦托，並炮击該地以支援盟軍。1943年10月和11月，黛朵號回到亚历山大进行改装。
黛朵號在改裝結束後，在马耳他和塔兰托待上了一段时间，接著前往奇维塔韦基亚執行牽制任務，以協助盟軍登陸安濟奧。 1944年8月，黛朵號協助盟军登陸法國。1944年9月，黛朵號返回英国。

### 北极
1944年10月，黛朵號先是護送护送一支船隊前往蘇聯，隨後又在挪威外海協助航母發動攻擊。1945年4月，黛朵號护送阿波羅號布雷艦、歐威爾號驅逐艦以及服從號驅逐艦前往北科拉灣佈雷。
黛朵號在战争中最后一个任务是前往哥本哈根，德國海軍將在黛朵號簽署降書，更開了二戰盟軍在歐洲的最後一槍。签字后，黛朵號护送欧根亲王号重巡洋舰和紐倫堡號輕巡洋艦返回威廉港。

### 战后
1945年7月，乔治六世国王和伊丽莎白女王一世搭乘黛朵號前往曼島。
1953年，黛朵號作為預備艦隊的旗艦，参加為庆祝伊丽莎白二世加冕而舉辦的海上閱兵 。
随后，黛朵號退役並出售托斯·W·沃德公司，最後於1957年在巴羅因弗內斯报废拆解。

## 笔记
1. ↑  Macintyre, Donald, CAPT RN "Shipborne Radar" United States Naval Institute Proceedings September 1967 p.75
2. 1 2 3 4 5 6 7 8 9 10 11  Jeffs, p. [页码请求]
3. ↑  Thomas 1972 p. 127
4. ↑  Commander Edward Ellsberg, O.B.E. Under the Red Sea Sun, (1946). Dodd, Mead and Co., New York
5. ↑  Barry Ainsworth. . BBC. 2005-11-04. （原始内容存档于2019-06-07）.
6. ↑  Souvenir Programme, Coronation Review of the Fleet, Spithead, 15th June 1953, HMSO, Gale and Polden

## 资料来源
- Colledge, James Joseph; Warlow, Ben. . 倫敦: Chatham Publishing. 2006 [1969]. ISBN 978-1-86176-281-8.
- Jeffs, Eric. . Arthur H Stockwell Ltd. 2005. ISBN 0-7223-3706-X.
- Thomas, David Arthur. . Athens: Efstathiadis Group. 1980 [1972]. ISBN 9780233962726. OCLC 11023583 （英语）.